# Salatini
I salatini sono piccoli biscotti e pasticcini salati diffusi in Italia che fungono da aperitivo.

## Descrizione
I salatini possono essere consumati caldi o a temperatura ambiente; vengono preparati usando in genere la pasta sfoglia, e sono spesso farciti con diversi ingredienti, fra cui würstel, salsiccia, prosciutto, peperoni, formaggio (tipici sono quelli al parmigiano), pesce, olive e semi aromatici (cumino o sesamo). I salatini possono avere la forma di bastoncini, fagottini, rondelle, cornetti e pizzette.
I salatini sono reperibili nelle panetterie e pasticcerie di tutta Italia, e sono anche preparati in casa.